# BS Fabrications
BS Fabrications war britischer Zulieferer für die Rennwagenindustrie. Das Unternehmen wurde von Bob Sparshott, einem ehemaligen Ingenieur bei Lotus, der mit Jim Clark und Graham Hill zusammengearbeitet hatte, gegründet. BS Fabrications unterhielt in den 1970er und 1980er Jahren einen eigenen Rennstall, der in Formel-1-Weltmeisterschaftsrennen sowie – nunmehr unter der Bezeichnung BS Automotive – in der Formel 2 und der Formel 3000 an den Start ging. In der Formel 1 operierte BS Fabrications als sogenanntes Kundenteam, setzte also Chassis fremder Hersteller unter eigenem Namen ein. Ein Versuch, für die Formel-1-Weltmeisterschaft 1981 ein eigenes Rennauto zu konstruieren, scheiterte aus finanziellen Gründen.

## BS Fabrications in der Formel 1

### 1976
In der Saison 1976 trat das Team Norev Racing with BS Fabrications zu neun Rennen vom Großen Preis von Monaco bis zum Großen Preis der USA-Ost an. Das Team meldete einen Surtees TS19; Fahrer war Henri Pescarolo. Zu sieben Rennen konnte sich Pescarolo qualifizieren; sein bester Startplatz war die Position 21 beim Großen Preis von Kanada. Fünfmal kam Pescarolo ins Ziel; sein bestes Ergebnis war der neunte Platz beim Großen Preis von Österreich. Hier wurde er zweimal überrundet.

### 1977
1977 trat BS Fabrications mit Brett Lunger in der Formel-1-Weltmeisterschaft an. Das Team wurde gelegentlich unter Bezugnahme auf einen Sponsor als Chesterfield Racing bezeichnet; die Organisation erfolgte allerdings unabhängig davon stets in der Werkstatt von BS Fabrications. Die südamerikanischen Rennen zu Saisonbeginn ließ das Team aus. Die erste Meldung erfolgte zum Großen Preis von Südafrika. Hier und bei den beiden folgenden Rennen setzte BS Fabrications einen March 761 mit Cosworth DFV-Motor ein. In Südafrika wurde Lunger Vierzehnter und in Spanien Zehnter. In Long Beach kollidierte er mit Carlos Reutemann und fiel daraufhin aus. Ab dem Großen Preis von Belgien ersetzte das Team den alten March durch einen (ebenso alten) gebrauchten McLaren M23. Mit ihm konnte sich Lunger mit einer Ausnahme regelmäßig für das letzte Drittel des Starterfelds qualifizieren. Sein bestes Rennergebnis war der neunte Platz beim Großen Preis der Niederlande.

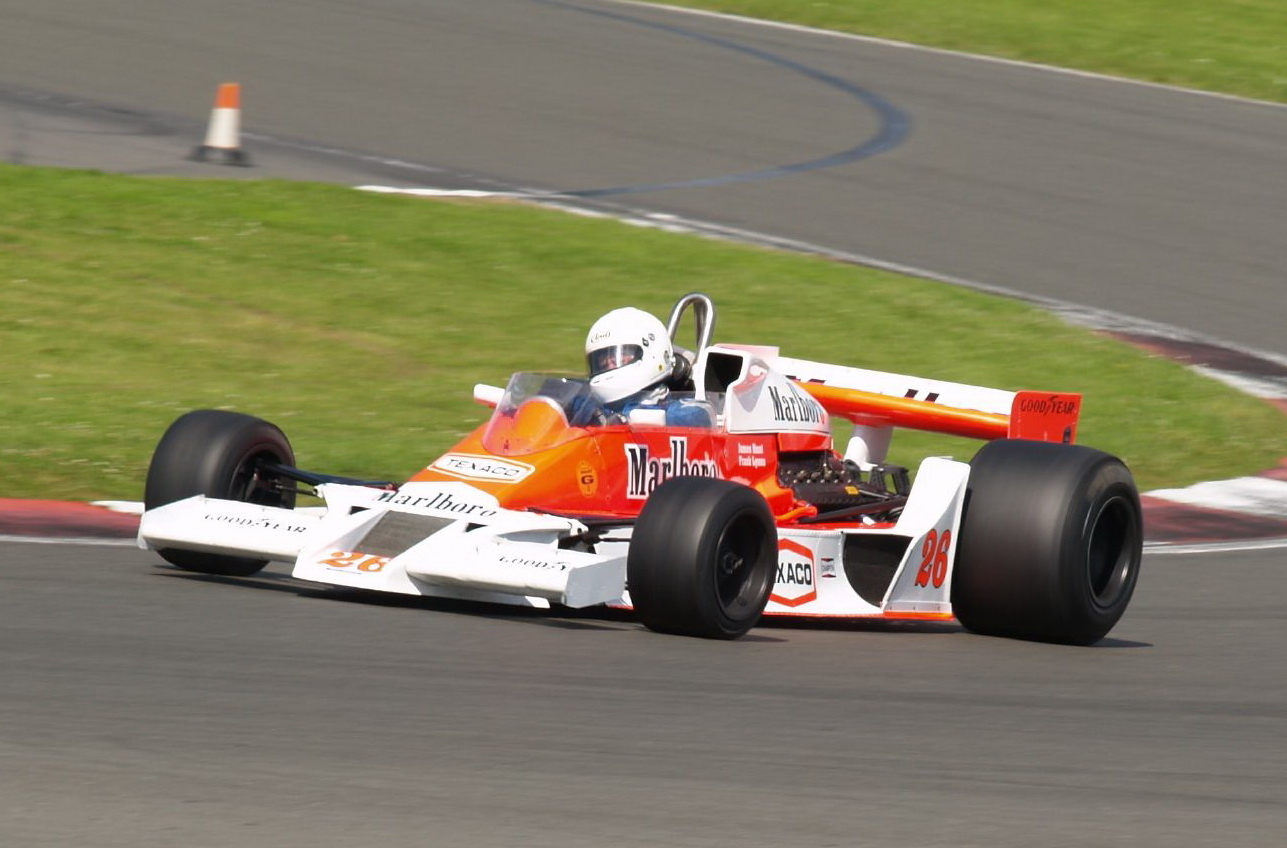
Von BS Fabrications 1978 für Brett Lunger eingesetzt: Ein McLaren M26 (hier in der Lackierung des Werksteams).

### 1978
In der Formel-1-Saison 1978 setzte BS Fabrications das Engagement als Kundenteam fort. Der Rennstall stellte während der gesamten Saison (mit Ausnahme der nordamerikanischen Rennen im Herbst) ein Auto für Brett Lunger bereit; im Spätsommer wurde daneben ein zweites Auto für Nelson Piquet eingesetzt.
Lunger fuhr in den ersten vier Rennen des Jahres den bereits im Vorjahr verwendeten McLaren M23; ab dem Großen Preis von Monaco wechselte er dann auf einen jüngeren McLaren M26. Das neue Auto erhöhte die Konkurrenzfähigkeit des Teams nicht. In zehn Versuchen verpasste Lunger mit dem M26 viermal die Qualifikation. In den sechs Rennen, zu denen er sich qualifizierte, konnte er allerdings zum Teil vielversprechende Ergebnisse erreichen: Beim Großen Preis von Belgien wurde er Siebenter, und in Brands Hatch sowie in Zeltweg kam er jeweils als Achter ins Ziel.
Für die letzten drei europäischen Rennen meldete das Team von Bob Sparshott ein zweites Auto für den Brasilianer Nelson Piquet, der anlässlich des Großen Preises von Deutschland 1978 sein erstes Formel-1-Rennen für Ensign gefahren war. Piquet fuhr bei den Großen Preisen von Österreich, der Niederlande und Italien für BS Fabrications jeweils den veralteten McLaren M23. Er konnte sich zu jedem Rennen qualifizieren, kam aber nur in Italien ins Ziel. Hier wurde er Neunter mit 40 Sekunden Rückstand auf den Sieger.

### 1981
Nachdem sich BS Fabrications in den Jahren 1979 und 1980 nicht an der Formel-1-Weltmeisterschaft beteiligt hatte, plante Bob Sparshott ein erneutes Engagement in der Formel-1-Saison 1981. Anders als in den Jahren zuvor, sollte nunmehr ein eigenes, selbst konstruiertes Fahrzeug eingesetzt werden. Als Motivation hierfür wird in der Literatur die Absicht angegeben, die Kapazitäten seines Unternehmens besser auszulasten. An der Finanzierung des Projekts war der argentinische Rennfahrer Ricardo Zunino beteiligt, der im Laufe der Saison 1980 sein Cockpit im Werks-Brabham an Héctor Rebaque verloren hatte. Sparshott und Zunino beauftragten den Ingenieur Nigel Stout mit der Konstruktion des Rennwagens. Das Projekt gedieh zunächst gut. Ende 1980 wurde das Monocoque aufgebaut; auch die Karosserie und die Fahrwerksteile wurden komplettiert. Anfang 1981 zogen sich allerdings Zuninos Geldgeber zurück, sodass die Finanzierung des Grand Prix-Engagements nicht mehr gesichert war. BS und Zunino gaben das Projekt daraufhin auf. Zunino fuhr 1981 anlässlich der beiden südamerikanischen Rennen zu Beginn des Jahres 1981 für Tyrrell; danach beendete er seine Formel-1-Karriere.

## Formel 2 und Formel 3000
In den 1980er Jahren nahm BS Fabrications an der Formel 2 und der Formel 3000 teil. Dabei verwendete das Unternehmen zumeist den Namen BS Automotive. 1985 gewann Christian Danner den Formel-3000-Europameistertitel mit dem Team.